# 조일제 (1928년)
조일제(趙一濟, 1928년 8월 12일 ~ 2018년 10월 19일)는 대한민국의 정치인이다.  주일본대사관 공사와 제10·11대 국회의원을 역임하였다.

## 이력
본관은 함안. 호는 의당(毅堂)이다. 일본 오사카시 출신이으로 본적지는 경상남도 함안군 군북면이다.

## 학력
- 일본 오사카 이미자토 소학교 졸업
- 스미토모 공업고등학교 졸업
- 경남대학교 법학과 졸업

### 비학위 수료
- 연세대학교 행정대학원 행정정책과정 수료

## 약력
- 준교사 자격 취득
- 칠원 유원국민학교 교사
- 부산 특무대(CIC) 문관
- 중앙정보부 서울지부장 보좌관
- 중앙정보부 정치국장
- 중앙정보부 제3국장
- 중앙정보부 보안차장보
- 주오사카 총영사관 총영사
- 주일 한국대사관 공사
- 제10대국회의원(유정회)
- 제11대국회의원(한국국민당)
- 사단법인 해외 교포문제연구소 이사장
- IPU(국제의원연맹)한국측 대표
- APPU(아시아태평양의원연맹) 한국측 대표의 1인
- 언론 해외동포지 발행인
- 국민당 정책위 의장/선거대책본부장
- 신민주공화당 당무위원
- 신민주공화당 함안,의령 지구당위원장
- 민자당 정책평가위원
- 해외동포모국방문 후원회 이사
- 재단법인 해남문화재단 이사
- 주식회사 신도리코 감사
- 해남장학문화재단이사장

## 수상 경력
- 홍조근정훈장
- 보국훈장 국선장

## 역대 선거 결과
|  | 0% |

|  | 18.42% |

|  | 16.14% |

|  | 19.28% |

## 가족 관계
- 배우자 : 어복희
  - 아들 : 조양익
  - 딸 : 조민영, 조연진, 조연수, 조어숙

## 참고 자료
- 조일제회고록 <역사앞에서>, 2012, 문지사